# Philips II van Dorp

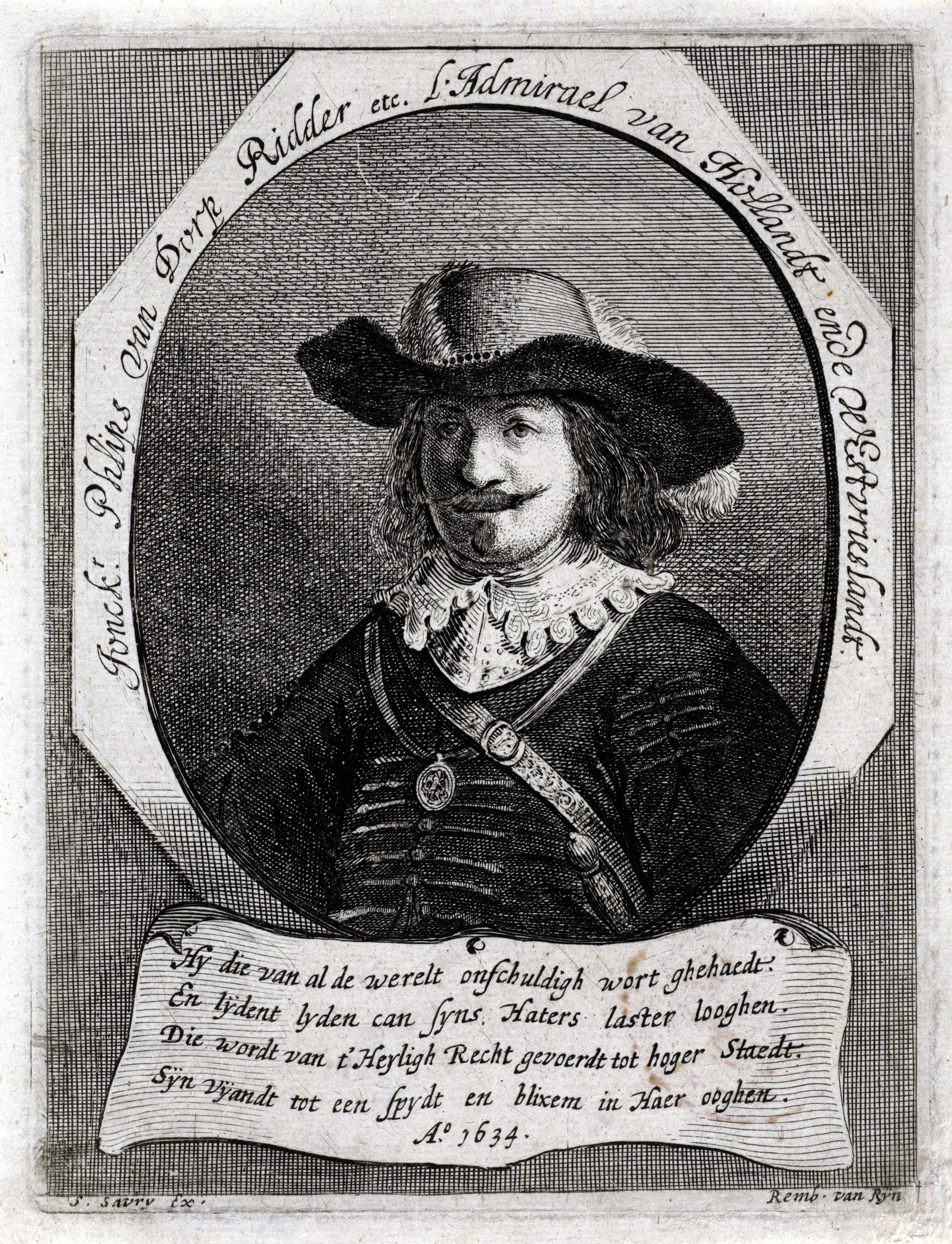
Philips van Dorp op een 17e-eeuwse gravure door Salomon Savery naar een schilderij van Rembrandt van Rijn

Philips II van Dorp (1587-1652), ambachtsheer van Dorp was een Nederlands admiraal uit de 17e eeuw, bevelhebber van de vloot.
Philips werd in 1587 in Tholen geboren als oudste zoon en tweede kind van luitenant-kolonel Frederik van Dorp, een voormalige watergeus, en Anna Schetz. Vaak wordt hij verward met zijn neef die ook Philips van Dorp heette.
De Van Dorps waren van lage adel en nauw verbonden aan de Oranjes, door wie ze vaak in allerlei functies benoemd werden. Ze waren ook verwant aan Willem Bloys van Treslong, de eerste Zeeuwse admiraal. In 1621 werd Philips, of Flip, zoals hij vaak genoemd werd, benoemd tot kapitein bij de Admiraliteit van Zeeland op de Meermin bij de vloot van admiraal Jochem Swartenhondt in de Middellandse Zee. Al op 16 oktober 1622 volgt de benoeming tot viceadmiraal. Van Dorp toonde al snel een van zijn meest typische karaktereigenschappen: besluiteloosheid. Een blokkade van Duinkerke mislukte doordat hij te weinig resoluut optrad. In 1624 ontving hij een gouden ereketen vanwege het veroveren van een kaperschip toen hij tegen een grote overmacht dapper vechtend een konvooi beschermde. In 1625 nam hij deel aan de expeditie van admiraal Willem de Zoete, heer van Haultain, tegen La Rochelle en kreeg van Richelieu het ridderkruis van de Orde van de Heilige Michaël. Opnieuw vocht hij persoonlijk heel dapper. Na de dood van de Zoete werd hij op 11 juni 1627 bevorderd tot luitenant-admiraal van Zeeland. Viceadmiraal was in Zeeland de hoogste rang, maar omdat de waarnemend luitenant-admiraal van Holland en West-Friesland, Laurens Reael, langdurig afwezig was, kon Van Dorp met de hogere rang beter functioneren als waarnemend bevelhebber van de vloot.

## Slechte reputatie
Die functie vervulde hij echter niet tot volle tevredenheid. Van Dorp was verwaand, eigenzinnig en tactloos. Op 2 december 1627 werd hij in Veere bijna gelyncht toen hij een menigte hooghartig toesprak, die protesteerde tegen de grote verliezen aan vissersschepen door Duinkerker kapers. Zijn inzet en competentie lieten eveneens sterk te wensen over. Toen laat in 1628 het bericht kwam dat Piet Hein door de Duinkerker kapers heen probeerde te breken, met de schatten van de Zilvervloot bij zich, liep Van Dorp, met een smaldeel van tien schepen op patrouille, de haven van Vlissingen binnen in plaats van Heyn te hulp te schieten. Op 22 maart 1629 werd hij daarom ontslagen door de Staten van Zeeland, terwijl Heyn de functie van bevelhebber kreeg en luitenant-admiraal van Holland en West-Friesland werd. Toen deze echter hetzelfde jaar nog sneuvelde, werd Van Dorp toch weer waarnemend bevelhebber. Tevergeefs probeerde hij echter in april 1630 zijn aanstelling in Zeeland terug te krijgen. Op 6 mei 1632 werd hij benoemd tot luitenant-admiraal van Holland en West-Friesland en permanent bevelhebber, alles puur vanwege zijn connecties met Frederik Hendrik, de admiraal-generaal. Omdat Zeeland nog geen nieuwe viceadmiraal had, werd hij alsnog in zijn oude commando daar hersteld.
Als bevelhebber spreidde Van Dorp weinig activiteiten ten toon. In 1635 voerde hij in de zomer een vruchteloze expeditie tegen Spanje uit, terwijl de Duinkerkers straffeloos 89 haringbuizen namen. Daardoor kreeg hij dat jaar ruzie met Maarten Tromp, die de zeedienst tijdelijk had verlaten om de bevoorrading van de particuliere hulpvloot te regelen, en van wie Van Dorp wist dat hij door de admiraliteiten gevraagd was zijn functie over te nemen. Zelf faalde Van Dorp volledig in het bevoorraden van de door ziekte geplaagde vloot met als gevolg dat er in december bijna algehele muiterij uitbrak. In 1636 ging Van Dorps reputatie nog verder achteruit omdat hij toeliet dat de Engelsen visvergunningen gingen afpersen van de Nederlandse haringvloot op de Noordzee. Pas in augustus stak hij in zee. In 1637 mislukte opnieuw een blokkade van Duinkerken.
Frederik Hendrik kwam dat jaar met een reorganisatieplan om de hele logistiek centraal te gaan regelen. Het project mislukte echter door tegenwerking van de admiraliteiten. Van Dorp reisde daarop naar Den Haag om zich persoonlijk bij de Staten-Generaal te beklagen. Daar bleek hem dat de bestuurders hemzelf in de eerste plaats verantwoordelijk achten. Teruggekeerd bij de vloot veranderde er weinig aan zijn gedrag; de logistieke situatie verslechterde zo dat de gouverneur van Calais aanbood de Nederlandse vloot te bevoorraden, dan heeft Frankrijk nog iets aan zijn bondgenoot. Tegen de orders in trok Van Dorp de vloot echter terug naar Hellevoetsluis. Dat werd de Staten-Generaal te gortig, en er worden enkele leden op weg gestuurd om poolshoogte te nemen. Zij gaven de onwillige admiraal het bevel zichzelf te verdedigen in Den Haag. Van Dorp gaf op de zitting iedereen de schuld van de situatie behalve zichzelf en bood verontwaardigd zijn ontslag aan. Dat werd op 15 oktober 1637 gretig aanvaard en in zijn plaats werd Tromp benoemd, in één keer van kapitein tot luitenant-admiraal bevorderd.

Wapen van het geslacht Van Dorp

Als troost liet Frederik Hendrik Van Dorp in 1642 benoemen tot raad bij de Admiraliteit van de Maze, waar hij dus regelmatig met Tromp te maken had, wat tot voortdurende wrijvingen aanleiding gaf, nog verergerd door de onduidelijke gezagsverhoudingen: als officier was Tromp in dienst bij de autonome admiraliteit en dus ondergeschikt; tegelijkertijd was de admiraliteit een generaliteitsorgaan en weer ondergeschikt aan de stadhouder/admiraal-generaal waarvan Tromp de directe vertegenwoordiger was. Een berucht incident vond plaats op 23 mei 1647 toen Tromp de hele raad voorstelde de Prinses Aemilia, het vroegere vlaggenschip, te verkopen en van de opbrengst eindelijk een echt sterk schip te laten bouwen. Van Dorp wist dat de overige raden daar geen geld voor wilden uitgeven en begon een lange tirade tegen Tromp, waarin hij zelfs zei dat hij liever gezien had dat de Aemilia mét Tromp de diepte in verdwenen was. Van Dorp versterkte na 1640 de coterie rond Amalia van Solms in Den Haag; waar hij ook stierf op 5 december 1652.

## Persoonlijk
Philips trouwde in 1631 met Sara van Baerle, dochter van de koopman Jan van Baerle (-1605) en Jacomina Hoon (-1617), en zus van Suzanna van Baerle, de vrouw van Constantijn Huygens. Van 1634 tot 1644 woonden ze aan de de Lange Voorhout in Den Haag, in het pand waar de Pulchri Studio is gevestigd. In 1643 was hij getuige bij de doop van een dochter van Witte de With.
- Biografisch Portaal: 39566942
- Digitale Bibliotheek voor de Nederlandse Letteren: dorp009
- International Standard Name Identifier: 0000 0003 9160 3650
- Nederlandse Thesaurus van Auteursnamen: 069943710
- Virtual International Authority File: 285428439
- WorldCat: E39PBJcwycKf369Bt4WFw8wXBP